# Campeonato Europeu de Patinação Artística no Gelo de 1994
O Campeonato Europeu de Patinação Artística no Gelo de 1994 foi a octogésima sexta edição do Campeonato Europeu de Patinação Artística no Gelo, um evento anual de patinação artística no gelo organizado pela União Internacional de Patinação (em inglês:  International Skating Union) onde os patinadores artísticos competem pelo título de campeão europeu. A competição foi disputada entre os dias 17 de janeiro e 23 de janeiro, na cidade de Copenhague, Dinamarca.

## Eventos
- Individual masculino
- Individual feminino
- Duplas
- Dança no gelo

## Medalhistas
| Evento                        | Ouro                                            | Prata                                     | Bronze                                         |
| Individual masculino detalhes | Viktor Petrenko · Ucrânia                       | Viacheslav Zagorodniuk · Ucrânia          | Alexei Urmanov · Rússia                        |
| Individual feminino detalhes  | Surya Bonaly · França                           | Oksana Baiul · Ucrânia                    | Olga Markova · Rússia                          |
| Duplas detalhes               | Ekaterina Gordeeva · Sergei Grinkov · Rússia    | Evgenia Shishkova · Vadim Naumov · Rússia | Natalia Mishkutionok · Artur Dmitriev · Rússia |
| Dança no gelo detalhes        | Jayne Torvill · Christopher Dean · Grã-Bretanha | Oksana Grishuk · Evgeni Platov · Rússia   | Maya Usova · Alexander Zhulin · Rússia         |

## Resultados

### Individual masculino
| Pos.                                | Nome                   | Nacionalidade    | Pontos | QA | QB | PC | PL |
| ----------------------------------- | ---------------------- | ---------------- | ------ | -- | -- | -- | -- |
| Medalha de ouro                     | Viktor Petrenko        | Ucrânia          | 1.5    | —  | 2  | 1  | 1  |
| Medalha de prata                    | Viacheslav Zagorodniuk | Ucrânia          | 3.5    | 1  | —  | 3  | 2  |
| Medalha de bronze                   | Alexei Urmanov         | Rússia           | 6.0    | —  | 3  | 6  | 3  |
| 4                                   | Éric Millot            | França           | 6.0    | 4  | —  | 2  | 5  |
| 5                                   | Philippe Candeloro     | França           | 7.5    | —  | 1  | 7  | 4  |
| 6                                   | Dmitri Dmitrenko       | Ucrânia          | 8.0    | 2  | —  | 4  | 6  |
| 7                                   | Oleg Tataurov          | Rússia           | 9.5    | —  | 4  | 5  | 7  |
| 8                                   | Michael Tyllesen       | Dinamarca        | 13.5   | 3  | —  | 11 | 8  |
| 9                                   | Andrejs Vlascenko      | Letônia          | 14.0   | 7  | —  | 10 | 9  |
| 10                                  | Ronny Winkler          | Alemanha         | 15.5   | 5  | —  | 9  | 11 |
| 11                                  | Steven Cousins         | Reino Unido      | 15.5   | —  | 6  | 13 | 10 |
| 12                                  | Cornel Gheorghe        | Romênia          | 18.0   | —  | 5  | 12 | 12 |
| 13                                  | Zsolt Kerekes          | Hungria          | 20.0   | 6  | —  | 8  | 16 |
| 14                                  | Thierry Cerez          | França           | 22.5   | —  | 9  | 19 | 13 |
| 15                                  | Bessarion Tsintsadze   | Geórgia          | 22.5   | —  | 10 | 15 | 15 |
| 16                                  | Mirko Eichhorn         | Alemanha         | 23.0   | —  | 8  | 18 | 14 |
| 17                                  | Ivan Dinev             | Bulgária         | 24.0   | —  | 12 | 14 | 17 |
| 18                                  | Zbigniew Komorowski    | Polônia          | 28.5   | 12 | —  | 17 | 20 |
| 19                                  | Markus Leminen         | Finlândia        | 29.5   | 8  | —  | 23 | 18 |
| 20                                  | Igor Lutikov           | Azerbaijão       | 29.5   | 11 | —  | 21 | 19 |
| 21                                  | Rastislav Vnucko       | Eslováquia       | 31.0   | 10 | —  | 16 | 23 |
| 22                                  | Daniel Peinado         | Espanha          | 32.0   | 9  | —  | 22 | 21 |
| 23                                  | Jan Erik Digernes      | Noruega          | 32.0   | —  | 11 | 20 | 22 |
| WD                                  | Henrik Walentin        | Dinamarca        | —      | 7  | —  | —  | —  |
| Não avançaram para o programa curto |                        |                  |        |    |    |    |    |
| 25                                  | Oula Jääskeläinen      | Finlândia        | —      | 13 | —  |    |    |
| 25                                  | Patrick Meier          | Suíça            | —      | —  | 13 |    |    |
| 27                                  | Tobias Karlsson        | Suécia           | —      | 14 | —  |    |    |
| 27                                  | John Martin            | Reino Unido      | —      | —  | 14 |    |    |
| 29                                  | Fabrizio Garattoni     | Itália           | —      | 15 | —  |    |    |
| 29                                  | Floria Tuma            | Áustria          | —      | —  | 15 |    |    |
| 31                                  | Jaroslav Suchý         | República Tcheca | —      | 16 | —  |    |    |
| 31                                  | Emrah Polatoglu        | Turquia          | —      | —  | 16 |    |    |
| 33                                  | Patrick Schmit         | Luxemburgo       | —      | 17 | —  |    |    |
| 33                                  | Tomislav Cizmesija     | Croácia          | —      | —  | 17 |    |    |
| 35                                  | Jan Čejvan             | Eslovênia        | —      | 18 | —  |    |    |
| 35                                  | Vaidotas Juraitis      | Lituânia         | —      | —  | 18 |    |    |
| 37                                  | Raimo Reinsalu         | Estônia          | —      | 19 | —  |    |    |

### Individual feminino
| Pos.                                | Nome                   | Nacionalidade    | Pontos | QA | QB | PC | PL |
| ----------------------------------- | ---------------------- | ---------------- | ------ | -- | -- | -- | -- |
| Medalha de ouro                     | Surya Bonaly           | França           | 1.5    | 1  | —  | 1  | 1  |
| Medalha de prata                    | Oksana Baiul           | Ucrânia          | 3.0    | —  | 1  | 2  | 2  |
| Medalha de bronze                   | Olga Markova           | Rússia           | 4.5    | —  | 2  | 3  | 3  |
| 4                                   | Maria Butyrskaya       | Rússia           | 7.0    | 3  | —  | 6  | 4  |
| 5                                   | Tanja Szewczenko       | Alemanha         | 7.5    | —  | 6  | 5  | 5  |
| 6                                   | Krisztina Czakó        | Hungria          | 8.0    | —  | 4  | 4  | 6  |
| 7                                   | Anna Rechnio           | Polônia          | 10.5   | 9  | —  | 7  | 7  |
| 8                                   | Katarina Witt          | Alemanha         | 12.5   | —  | 3  | 9  | 8  |
| 9                                   | Marina Kielmann        | Alemanha         | 16.0   | 6  | —  | 14 | 9  |
| 10                                  | Nathalie Krieg         | Suíça            | 16.0   | —  | 5  | 12 | 10 |
| 11                                  | Laetitia Hubert        | França           | 17.0   | 4  | —  | 10 | 12 |
| 12                                  | Marie-Pierre Leray     | França           | 18.5   | 7  | —  | 15 | 11 |
| 13                                  | Irena Zemanová         | República Tcheca | 20.5   | 11 | —  | 13 | 14 |
| 14                                  | Zuzanna Szwed          | Polônia          | 21.0   | 8  | —  | 16 | 13 |
| 15                                  | Ludmila Ivanova        | Ucrânia          | 21.0   | 2  | —  | 8  | 17 |
| 16                                  | Alice Sue Claeys       | Bélgica          | 23.5   | —  | 8  | 17 | 15 |
| 17                                  | Mila Kajas             | Finlândia        | 24.5   | 5  | —  | 11 | 19 |
| 18                                  | Yulia Vorobieva        | Azerbaijão       | 25.5   | —  | 7  | 20 | 16 |
| 19                                  | Elena Liashenko        | Ucrânia          | 28.0   | 10 | —  | 19 | 18 |
| 20                                  | Mojca Kopač            | eslovênia        | 31.5   | —  | 11 | 23 | 20 |
| 21                                  | Marta Andrade          | Espanha          | 33.0   | 12 | —  | 24 | 21 |
| 22                                  | Silvia Fontana         | Itália           | 33.0   | —  | 10 | 22 | 22 |
| 23                                  | Stephanie Main         | Reino Unido      | 33.0   | —  | 12 | 18 | 24 |
| 24                                  | Anisette Torp-Lind     | Dinamarca        | 33.5   | —  | 9  | 21 | 23 |
| Não avançaram para o programa curto |                        |                  |        |    |    |    |    |
| 25                                  | Helena Grundberg       | Suécia           | —      | 13 | —  |    |    |
| 25                                  | Tamara Panjkret        | Croácia          | —      | —  | 13 |    |    |
| 27                                  | Alma Lepina            | Letônia          | —      | 14 | —  |    |    |
| 27                                  | Zaneta Stefanikova     | Eslováquia       | —      | —  | 14 |    |    |
| 29                                  | Ingrida Zenkeviciute   | Lituânia         | —      | 15 | —  |    |    |
| 29                                  | Tsvetelina Abrasheva   | Bulgária         | —      | —  | 15 |    |    |
| 31                                  | Emilia Nagy            | Hungria          | —      | 16 | —  |    |    |
| 31                                  | Hege Gronnhaug         | Noruega          | —      | —  | 16 |    |    |
| 33                                  | Olga Vassilieva        | Estônia          | —      | 17 | —  |    |    |
| 33                                  | Inna Ovsiannikova      | Bielorrússia     | —      | —  | 17 |    |    |
| 34                                  | Christelle Damman      | Bélgica          | —      | 18 | —  |    |    |
| 35                                  | Monique van der Velden | Países Baixos    | —      | 19 | —  |    |    |
| WD                                  | Sandra Brajdic         | Croácia          | —      | —  | —  |    |    |

### Duplas
| Pos.              | Nome                                      | Nacionalidade    | Pontos | PC | PL |
| ----------------- | ----------------------------------------- | ---------------- | ------ | -- | -- |
| Medalha de ouro   | Ekaterina Gordeeva / Sergei Grinkov       | Rússia           | 1.5    | 1  | 1  |
| Medalha de prata  | Evgenia Shishkova / Vadim Naumov          | Rússia           | 4.0    | 2  | 3  |
| Medalha de bronze | Natalia Mishkutionok / Artur Dmitriev     | Rússia           | 4.5    | 5  | 2  |
| 4                 | Radka Kovaříková / René Novotný           | República Tcheca | 5.5    | 3  | 4  |
| 5                 | Mandy Wötzel / Ingo Steuer                | Alemanha         | 7.0    | 4  | 5  |
| 6                 | Natalia Krestianinova / Alexei Torchinsky | Azerbaijão       | 10.5   | 9  | 6  |
| 7                 | Peggy Schwarz / Alexander König           | Alemanha         | 10.5   | 7  | 7  |
| 8                 | Elena Berezhnaya / Oleg Shliakhov         | Letônia          | 12.0   | 6  | 9  |
| 9                 | Elena Belousovskaya / Igor Maliar         | Ucrânia          | 14.0   | 12 | 8  |
| 10                | Anuschka Gläser / Axel Rauschenbach       | Alemanha         | 15.0   | 8  | 11 |
| 11                | Leslie Monod / Cédric Monod               | Suíça            | 15.5   | 11 | 10 |
| 12                | Marta Głuchowska / Mariusz Siudek         | Polônia          | 18.5   | 13 | 12 |
| 13                | Marta Andrella / Dmitri Kaploun           | Itália           | 20.0   | 14 | 13 |
| 14                | Svetlana Pristav / Viacheslav Tkachenko   | Ucrânia          | 22.0   | 10 | 17 |
| 15                | Sarah Abitbol / Stéphane Bernadis         | França           | 22.5   | 17 | 14 |
| 16                | Elena Grigoreva / Serghei Sheiko          | Bielorrússia     | 23.5   | 15 | 16 |
| 17                | Dana Mednick / Jason Briggs               | Reino Unido      | 24.5   | 19 | 15 |
| 18                | Dorota Zagórska / Janusz Komendera        | Polônia          | 26.0   | 16 | 18 |
| 19                | Ulrike Gerstl / Björn Lobenwein           | Áustria          | 28.0   | 18 | 19 |

### Dança no gelo
| Pos.                             | Nome                                      | Nacionalidade    | Pontos | DC1 | DC2 | DO | DL |
| -------------------------------- | ----------------------------------------- | ---------------- | ------ | --- | --- | -- | -- |
| Medalha de ouro                  | Jayne Torvill / Christopher Dean          | Reino Unido      | 3.6    | 3   | 2   | 1  | 2  |
| Medalha de prata                 | Oksana Grishuk / Evgeni Platov            | Rússia           | 3.8    | 2   | 3   | 3  | 1  |
| Medalha de bronze                | Maya Usova / Alexander Zhulin             | Rússia           | 4.6    | 1   | 1   | 2  | 3  |
| 4                                | Susanna Rahkamo / Petri Kokko             | Finlândia        | 9.2    | 5   | 4   | 4  | 5  |
| 5                                | Sophie Moniotte / Pascal Lavanchy         | França           | 9.4    | 6   | 6   | 5  | 4  |
| 6                                | Anjelika Krylova / Vladimir Fedorov       | Rússia           | 11.6   | 4   | 5   | 6  | 6  |
| 7                                | Irina Romanova / Igor Yaroshenko          | Ucrânia          | 14.0   | 7   | 7   | 7  | 7  |
| 8                                | Kateřina Mrázová / Martin Šimeček         | República Tcheca | 16.0   | 8   | 8   | 8  | 8  |
| 9                                | Jennifer Goolsbee / Hendryk Schamberger   | Alemanha         | 18.0   | 9   | 9   | 9  | 9  |
| 10                               | Tatiana Navka / Samuel Gezalian           | Bielorrússia     | 20.2   | 11  | 10  | 10 | 10 |
| 11                               | Margarita Drobiazko / Povilas Vanagas     | Lituânia         | 21.8   | 10  | 11  | 11 | 11 |
| 12                               | Marina Anissina / Gwendal Peizerat        | França           | 24.0   | 12  | 12  | 12 | 12 |
| 13                               | Yaroslava Nechaeva / Yuri Chesnichenko    | Letônia          | 26.4   | 14  | 14  | 13 | 13 |
| 14                               | Radmilla Khrobokova / Milan Brzy          | República Tcheca | 27.6   | 13  | 13  | 14 | 14 |
| 15                               | Agnieszka Domańska / Marcin Głowacki      | Polônia          | 30.2   | 16  | 15  | 15 | 15 |
| 16                               | Diane Gerencser / Alexander Stanislavov   | Suíça            | 32.8   | 17  | 16  | 16 | 17 |
| 17                               | Barbara Fusar-Poli / Alberto Reani        | Itália           | 34.0   | 15  | 17  | 16 | 18 |
| 18                               | Angelika Führing / Peter Wilczek          | Áustria          | 35.4   | 20  | 18  | 18 | 17 |
| 19                               | Yvonne Schulz / Sven Authorsen            | Alemanha         | 38.2   | 19  | 20  | 19 | 19 |
| 20                               | Laura Bonardi / Alessandro Reani          | Itália           | 39.4   | 18  | 19  | 20 | 20 |
| 21                               | Olga Pershankova / Nikolai Morozov        | Azerbaijão       | 43.0   | 24  | 23  | 21 | 21 |
| 22                               | Svetlana Chernikova / Alexander Sosnienko | Ucrânia          | 43.6   | 21  | 21  | 22 | 22 |
| 23                               | Viera Poracova / Pavel Porac              | Eslováquia       | 46.6   | 22  | 22  | 23 | 24 |
| 24                               | Enikő Berkes / Szilárd Tóth               | Hungria          | 47.0   | 23  | 25  | 24 | 23 |
| Não avançaram para a dança livre |                                           |                  |        |     |     |    |    |
| 25                               | Katri Kuusniemi / Juha Sasi               | Finlândia        | —      | 26  | 26  | 25 |    |
| 25                               | Albena Denkova / Hristo Nikolov           | Bulgária         | —      | 25  | 24  | 26 |    |
| 25                               | Anita Chaudhurti / Hans T'Hart            | Países Baixos    | —      | 27  | 29  | 27 |    |
| 25                               | Tuire Haahti / Toni Mattila               | Finlândia        | —      | 28  | 27  | 28 |    |
| 25                               | Anna Mosenkova / Dmitri Kurakin           | Estônia          | —      | 29  | 29  | 29 |    |

## Quadro de medalhas
| Ordem | País        | Medalha de ouro | Medalha de prata | Medalha de bronze |    | Ordem por total |
| ----- | ----------- | --------------- | ---------------- | ----------------- | -- | --------------- |
| 1     | Rússia      | 1               | 2                | 4                 | 7  | 1               |
| 2     | Ucrânia     | 1               | 2                |                   | 3  | 2               |
| 3     | França      | 1               |                  |                   | 1  | 3               |
| 3     | Reino Unido | 1               |                  |                   | 1  | 3               |
| TOTAL | TOTAL       | 4               | 4                | 4                 | 12 | —               |